# Belgirate
Belgirate is een gemeente in de Italiaanse provincie Verbano-Cusio-Ossola (regio Piëmont) en telt 515 inwoners (31-12-2004). De oppervlakte bedraagt 8,4 km², de bevolkingsdichtheid is 61 inwoners per km².

## Demografie
Belgirate telt ongeveer 255 huishoudens. Het aantal inwoners steeg in de periode 1991-2001 met 2,2% volgens cijfers uit de tienjaarlijkse volkstellingen van ISTAT.
| Jaar | Inwoneraantal |
| ---- | ------------- |
| 1991 | 510           |
| 2001 | 521           |

## Geografie
Belgirate grenst aan de volgende gemeenten: Besozzo (VA), Brebbia (VA), Ispra (VA), Leggiuno (VA), Lesa (NO), Monvalle (VA), Stresa.

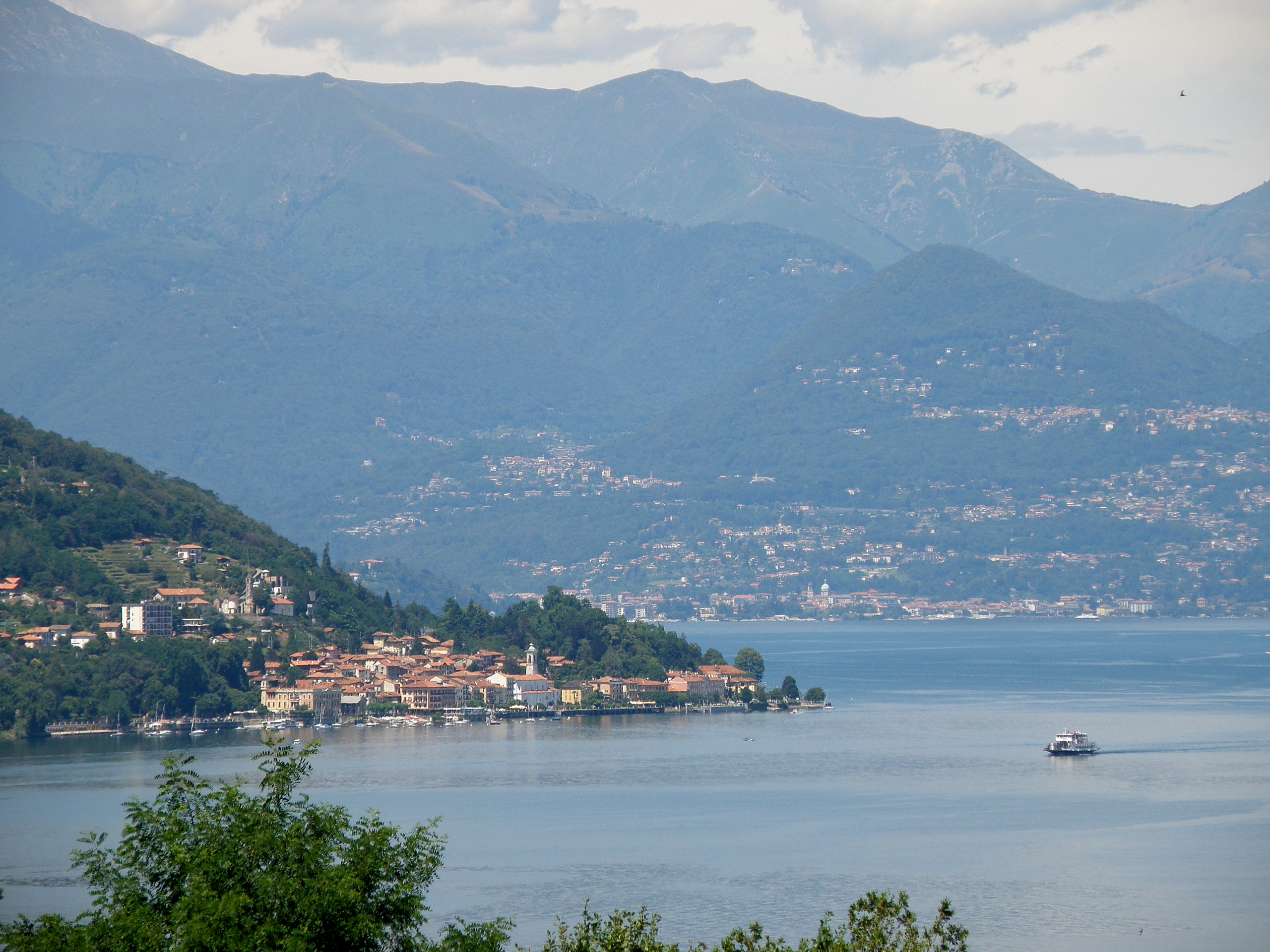

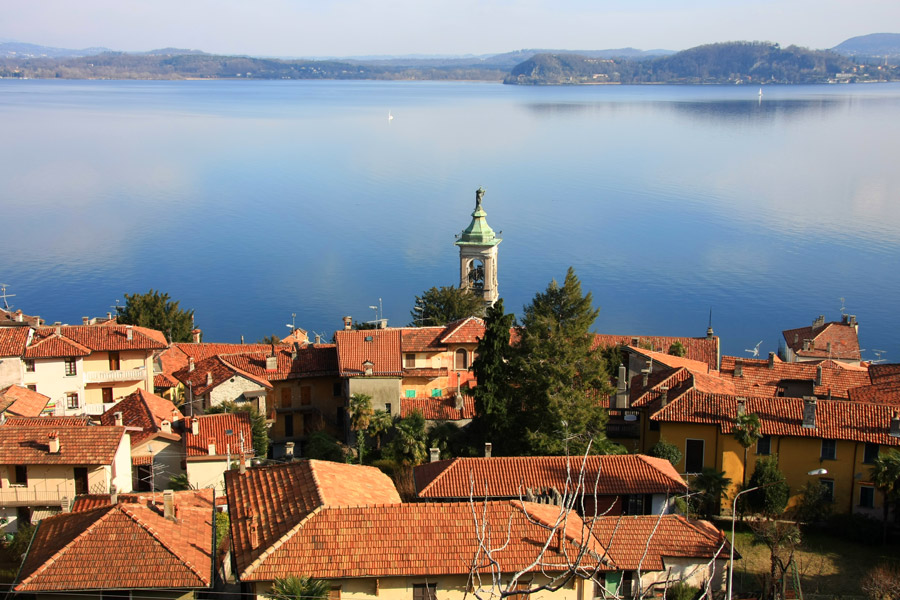

Antrona Schieranco · Anzola d'Ossola · Arizzano · Arola · Aurano · Baceno · Bannio Anzino · Baveno · Bee · Belgirate · Beura-Cardezza · Bognanco · Borgomezzavalle · Brovello-Carpugnino · Calasca-Castiglione · Cambiasca · Cannero Riviera · Cannobio · Caprezzo · Casale Corte Cerro · Cavaglio-Spoccia · Ceppo Morelli · Cesara · Cossogno · Craveggia · Crevoladossola · Crodo · Cursolo-Orasso · Domodossola · Druogno · Falmenta · Formazza · Germagno · Ghiffa · Gignese · Gravellona Toce · Gurro · Intragna · Loreglia · Macugnaga · Madonna del Sasso · Malesco · Masera · Massiola · Mergozzo · Miazzina · Montecrestese · Montescheno · Nonio · Oggebbio · Omegna · Ornavasso · Pallanzeno · Piedimulera · Pieve Vergonte · Premeno · Premia · Premosello-Chiovenda · Quarna Sopra · Quarna Sotto · Re · San Bernardino Verbano · Santa Maria Maggiore · Stresa · Toceno · Trarego Viggiona · Trasquera · Trontano · Valle Cannobina · Valstrona · Vanzone con San Carlo · Varzo · Verbania · Vignone · Villadossola · Villette · Vogogna
1. ↑  https://demo.istat.it/?l=it.